# San Martin

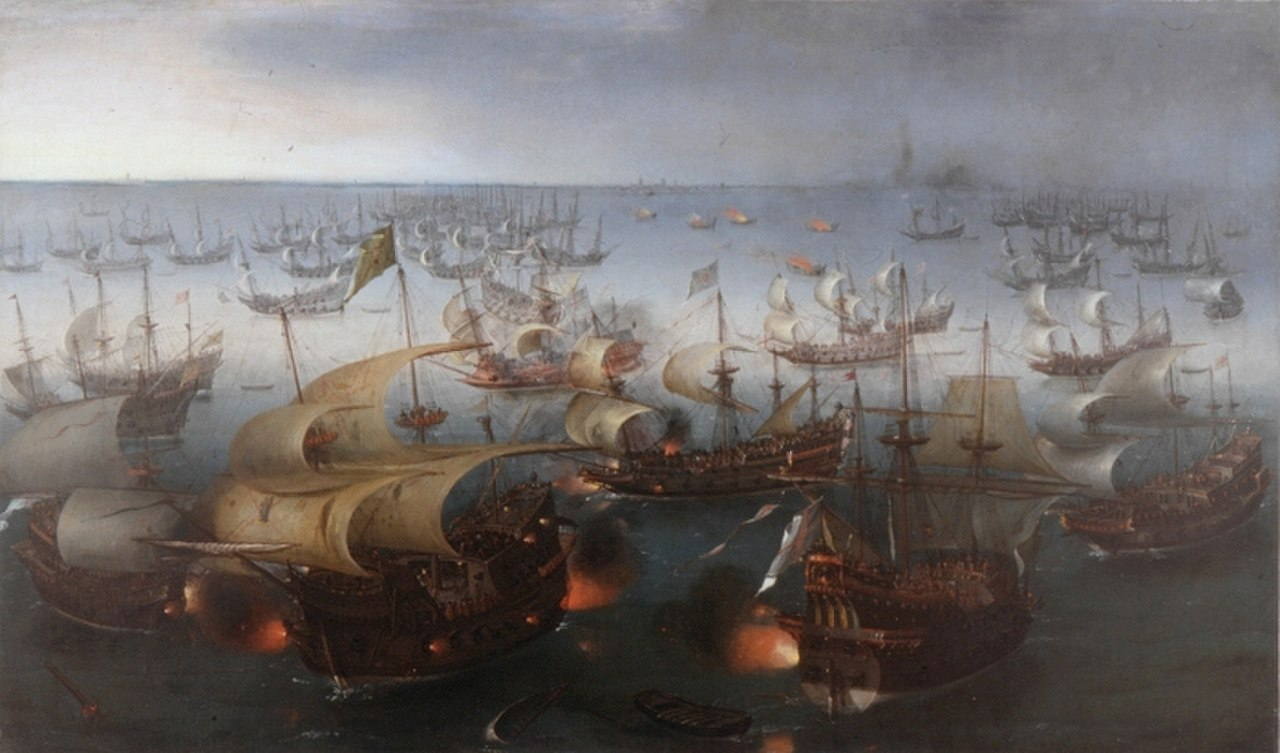
Сан-Мартин в бою с английскими кораблями. Автор Корнелис Хендрикс Вром

«Сан-Мартин» — построенный как португальский морской галеон, стал флагманом Алонсо Переса де Гузмана, седьмого герцога Медины-Сидонии — главнокомандующего Испанской Армады. Назван в честь святого — святого Мартина
После того как Португалия перешла под управление короля Испании Филиппа II, в 1580 году португальцы закончили постройку большого галеона по имени São Martinho. Во время формирования Испанской Армады São Martinho, как находили, был лучшим кораблём и был выбран в качестве флагмана главнокомандующего Армады.
У галеона была полная длина приблизительно 55 метров, ширина приблизительно 12 метров. Он нёс чуть более 40 тяжёлых пушек, стоящих на двух палубах, и массу оружия меньшего калибра. Согласно картине «Day seven of the battle with the Armada, 7 August 1588» Hendrick Cornelisz Vroom (1563—1640), находящейся в Тирольском краеведческом музее (Tiroler Landesmuseum Ferdinandeum) в Инсбруке (Австрия), у Сан-Мартина было три мачты — фок и грот-мачта имеющие прямое парусное вооружение, одна бизань-мачта с латинским парусом и блиндом на бушприте. Фок-мачта крепилась внутрь бака. Судно имело водоизмещение примерно 1000 тонн.
Сан Мартин понёс тяжёлый ущерб в сражении при Гравлине в июле 1588 года, когда эскадра английских судов во главе с сэром Фрэнсисом Дрэйком на HMS Revenge настигла Испанскую Армаду. Корабль входил в число шестидесяти семи из ста тридцати кораблей Испанской Армады, которым благополучно удалось избежать гибели от шторма и английских пушек и вернуться в Испанию.